# 魔女モヘカの館
『魔女モヘカの館』（まじょもへかのやかた）は、コマンド入力形式のアドベンチャーゲームである。
本作は『I/O』（工学社）1983年8月号にプログラムリストが掲載されており、同誌に掲載された初のアドベンチャーゲームでもある。その後、1983年にコムパックから市販のソフトとして発売された。
CG枚数は16画面で、いわゆるコマンド探しが多く難易度が高い。当作品はPASOPIA7向けに移植された数少ないゲームソフトの一つで、PASOPIA7ユーザーの中では知名度が高かった。
『I/O』掲載ゲームであるが、当時は『マイコンBASICマガジン』、『テクノポリス』でも記事として取り上げられている。

## システム
主人公は当時『I/O』マスコットキャラクターであった『DAN（ダン）』（以下：ダン）であり、プレイヤーは彼に命令を下し、魔女モヘカにさらわれた姫を救出させることを目標とする。
ダンへの命令は、名詞と助詞と動詞を並べてカタカナの命令形（例：パン ヲ タベロ）で入力する方式がとられているが、助詞を省略することも可能である。
また、ダンは虚弱体質という設定のため、ゲーム内では3つまでしかアイテムを持てず、4つ目が欲しい時は、どれか1つを捨てなければならない。

## 評価
ライターの佐々木潤は、序盤のコマンド入力はアドベンチャーゲームになれている人ならわかりそうだが、そうでなければかなり難しいと述べている。